# Antonio Ludeña
Antonio Ludeña (Almussafes, 23 de dezembro de 1740 — Cremona, 1 de março de 1820) foi um jesuíta, matemático e físico espanhol, professor da Universidade de Camerino.

## Obras
- De vera, et necessaria motus accelerati theoria (em latim). Camerino: Vincenzo Gori. 1781
- Dissertazione sopra il quesito (em italiano). Mântua: Erede di Alberto Pazzoni. 1788
- Due opuscoli matematici (em italiano). Veneza: Giacomo Storti. 1793
- Vera idraulica teoria (em italiano). 1. Cremona: Fratelli Manini. 1817
- Vera idraulica teoria (em italiano). 2. Cremona: Fratelli Manini. 1817
- Vera idraulica teoria (em italiano). 3. Cremona: Fratelli Manini. 1818